# یوهانس ون دن برگ
یوهانس ون دن برگ (انگلیسی: Johannes van den Bergh؛ زادهٔ ۲۱ نوامبر ۱۹۸۶) بازیکن فوتبال اهل آلمان است.
از باشگاه‌هایی که در آن بازی کرده‌است می‌توان به باشگاه فوتبال هرتابرلین، باشگاه فوتبال بروسیا مونشن‌گلادباخ، و باشگاه فوتبال فورتونا دوسلدورف اشاره کرد.